# Doische

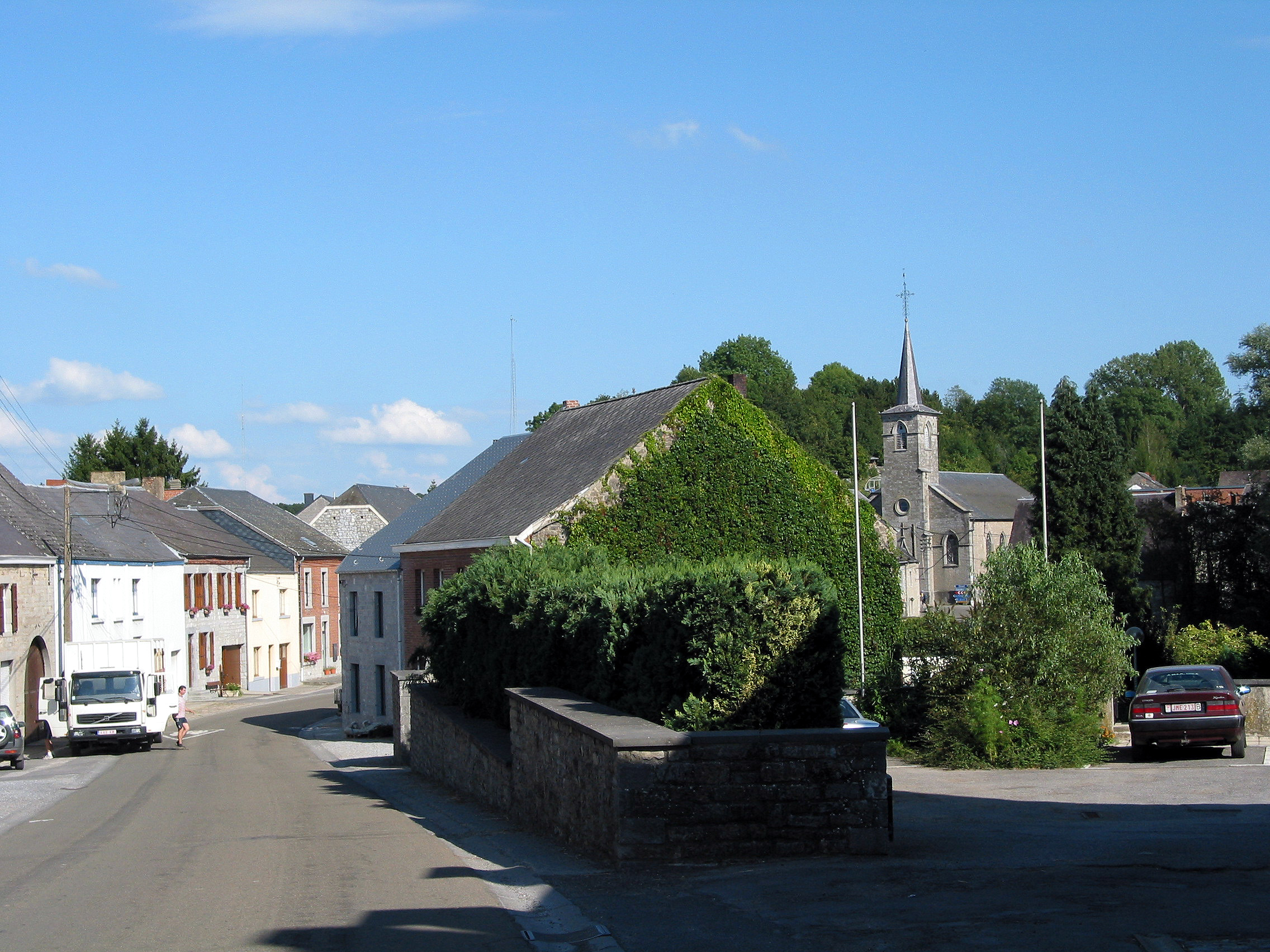
Doische: đường phố và giáo đường St George

Doische là một đô thị ở tỉnh Namur. Tại thời điểm ngày 1 tháng 1 năm 2006, đô thị này có dân số 2.846 người. Tổng diện tích là 84,02 km², với mật độ dân số 34 người trên mỗi km².